# Casalvieri
Casalvieri ist eine italienische Gemeinde in der Region Latium, Provinz Frosinone in Mittelitalien mit 2422 Einwohnern (Stand 31. Dezember 2023). Sie liegt 46 km östlich von Frosinone und 127 km südöstlich von Rom.

## Geographie
Casalvieri liegt auf einem Hügel oberhalb des Tals des Melfa. Es ist Mitglied der Comunità Montana Valle di Comino.

## Geschichte
Casalvieri war bereits von den Volskern und Römern besiedelt. Die erste schriftliche Erwähnung stammt allerdings erst aus dem Jahr 1017. 1076 kam der Ort an die Abtei von Montecassino.
1915 wurde Casalvieri von einem Erdbeben schwer getroffen und auch im Zweiten Weltkrieg gab es schwere Zerstörungen.

## Bevölkerungsentwicklung
| Jahr      | 1861 | 1881 | 1901 | 1921 | 1936 | 1951 | 1971 | 1991 | 2001 |
| --------- | ---- | ---- | ---- | ---- | ---- | ---- | ---- | ---- | ---- |
| Einwohner | 4516 | 5080 | 5498 | 724  | 5499 | 5658 | 3204 | 3216 | 3211 |

Quelle: ISTAT

## Politik
Franco Moscone (Lista Civica: Uniamoci Per Casalvieri) wurde am 26. Mai 2014 ins Amt gewählt und am 26. Mai 2019 erneut bestimmt.

## Wirtschaft
Casalvieri ist der Sitz des größten Latex-Luftballonherstellers Europas, dem Familienunternehmen Gemar.